# Dafydd ap Gruffydd
Dafydd ap Gruffydd (eller Dafydd III, angliseret David, søn af Gruffydd) (født 11. juli 1238, død 3. oktober 1283) var fyrste af Wales fra 11. december 1282 til han blev henrettet d. 3. oktober 1283 på ordre af kong Edvard 1. af England. Han var den sidste uafhængige hersker i Wales og overtog styret over Wales, efter Llywelyn ap Gruffudd var blevet dræbt i december 1282.
Han blev henrettet i 1283, efter han havde angrebet Hawarden Castle i 1282, hvormed han igangsatte en konflikt med huset Plantagenet. Hans sønner blev fængslet på Bristol Castle.